# Verres
Gai Verres (llatí: Gaius Verres; ca. 120 aC – 43 aC) va ser un magistrat romà famós el seu processament per corrupció i abús de poder.

## Orígens
Provenia d'una família patrícia, fill d'un senador del mateix nom Gai Verres. El seu cognomen significa «porc senglar».

### Inicis en política
L'any 84 aC el cònsol Gneu Papiri Carbó el va nomenar qüestor de la Gàl·lia Cisalpina.Quan Sul·la va tornar de la seva campanya a àsia, va reclamar el consolat de Roma. En veure que Carbó estava caient en desgràcia, Verres es va fer partidari de Sul·la. L'any 80 aC Sul·la el va enviar de llegat a Beneventum on va tenir part en les finques confiscades a la zona; fou cridat a donar comptes pels qüestors de l'erari el (81 aC) però el resultat és desconegut.
Després fou traslladat a Cilícia, acompanyant a Dolabel·la, qui poc després, a la mort del promagistrat d'àsia menor Gai Mal·leol, va ocupar el seu lloc i va participar en les exaccions del seu cap. Quan al seu retorn Dolabel·la fou acusat per Marc Escaure de malversació de diners públics, Verres va trair a Dolabel·la i va donar testimoni en contra seva (78 aC) a canvi d'immunitat.
Segons Ciceró, amb les riqueses adquirides es va assegurar l'elecció com a pretor l'any 74 aC amb la jurisdicció urbana. Les seves tasques foren deixades en mans de lliberts i secretaris, i la seva amant Quelidó. Les seves confiscacions i defraudacions foren immenses; fins i tot la família de Gai Mal·leol (el seu predecessor com a qüestor a Cilícia) va perdre tot el seu patrimoni. En aquest any hi va haver un judici notable, el Judicium Junianum, en què va tenir una participació secundària.

### Governador de Sicília
Al final de la seva magistratura va rebre la província de Sicília com a propretor on va anar en companyia de la seva dona i el seu fill i una colla de secretaris ambiciosos.

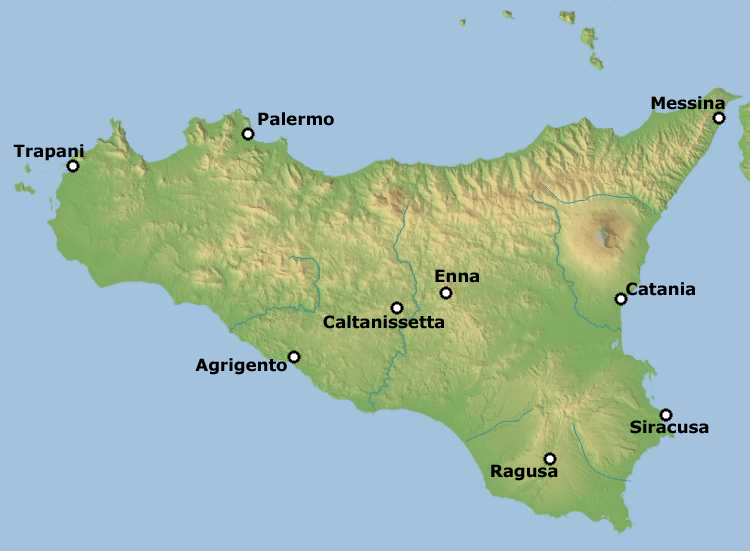
El seu malgovern a Sicília (mapa) va esdevenir la seva fi com a polític.

Només desembarcar va començar les seves exaccions. Els seus més de dos anys de govern (73 aC a 71 aC) va assolar l'illa més que les dues guerres contra els esclaus dels darrers anys o que la més antiga guerra contra els cartaginesos. El fet que el nou propretor Arri quedés aturat a Itàlia vuit mesos per la guerra contra Espàrtac, va prorrogar el govern de Verres i el sofriment dels seus administrats.

### Acusació de Ciceró
Durant el seu govern a Sicília es va apropiar d'obres d'art i va carregar els ciutadans amb el pagament de taxes il·legals. Degut a les queixes dels provincials, fou acusat formalment. El seu judici fou una causa política: si el senat l'absolia es provaria la seva corrupció i la jurisdicció podria ser transferida als equites; en canvi si el condemnava podria seguir igual. Ciceró havia estat qüestor a Lilibèon el 75 aC i havia promès als notables sicilians que exercitaria la seva influència per qualsevol cosa que li demanessin. Ara els sicilians li van demanar d'acusar Verres. Ciceró va recollir proves; disposava de 110 dies però en va tenir prou amb 50.

### Enjudiciament
Hortensi defensava a Verres, primer va tractar d'aturar el judici i quan no va poder, va tractar de posposar-lo fins a l'any 69 aC en què Hortensi mateix seria cònsol amb Quint Cecili Metel (parent de Verres) com a col·lega, Marc Cecili Metel (també parent o almenys partidari de Verres) com a pretor urbà i Luci Cecili Metel com a propretor a Sicília. Així, els jutges nomenats per Marc Acili Glabrió III, canviarien a persones susceptibles de ser subornades i Glabrió seria substituït en la presidència de la cort per Marc Metel. Ja era el mes de juliol i una jocs previstos per l'agost podien fer que el judici s'ajornés a l'any següent; però Ciceró va fer una exposició excel·lent i curta i va desarmar a Hortensi que l'endemà va abandonar la causa de Verres. Durant nou dies van comparèixer els testimonis mentre Verres anava de camí cap a Marsella. Ciceró va escriure set discursos dels quals Divinatio in Caecilium i Actio Prima, foren llegits i els altres compilats per ser llegits després del veredicte.
Verres fou condemnat i enviat a l'exili. Va estar exiliat 27 anys i va sobreviure als qui l'havien condemnat. Segons algunes fonts Marc Antoni, poc després de la formació del Segon Triumvirat va posar preu al seu cap per haver-se negat a tornar les obres d'art robades, però aquesta versió sembla poc creïble i més aviat sorgís de la propaganda antiantoniana.

### Família
Es va casar amb la germana d'un cavaller de nom Vetti Quiló, amb la qual va tenir un fill, que als 15 anys el va començar a ajudar en robatoris i vicis i va esdevenir senador. També va tenir una filla, que ja estava casada el 73 aC quan el seu pare va anar a Sicília.